# Sinszengumi
A Sinszengumi (新選組; Hepburn: Shinsengumi) a Tokugava-sógunátus kései korszakának speciális rendőri alakulata volt, amit róninokból hoztak létre.

## Történelmi háttér
Miután Japán az amerikai Matthew Perry hajóskapitány 1853-as látogatását követően megnyílt a nyugat számára az 1860-as években, az emberek fokozatosan elfordultak a Tokugava-sógunátustól. Úgy érezték, hogy a sógun képtelen őket megvédeni az idegen hatalmakkal szemben, ezért országszerte elterjedt a „Szonnó dzsói!” (尊王攘夷) felkiáltás, amely a császár hatalmának visszaállítását és a külföldiek kiszorítását követelte.
Japánszerte kardtechnikákat (kendzsucu) oktató iskolák jöttek létre, számos új stílust dolgoztak ki, valamint tökéletesítették a régieket. A harcművészetet tanulók szeme előtt Japán megsegítésének hazafias gondolata lebegett. Az egyik legjelentősebb iskola Edo mellett, Tama körzetében volt, ahol Kondó Iszami oktatta a híres Tennen Risin stílust.
A harcos kedvű hazafiak Kiotóba sereglettek, ahol sógunellenes forradalmi mozgalmakra vártak.
1863-ban Kijokava Hacsiró mintegy 250 rónin tagságával megalapította a Rósigumit, amelynek látszólagos célja a sógun védelme volt.

## A Sinszengumi története
Kijokava a Tokugava-rezsim támogatásával hozta létre a Rósigumit. Hivatalosan a sógun pártján állt, de valódi célja a császárhoz húzó róninok összegyűjtése volt, akiket a bakufu (sógunátus) ellen használhat. Ezért 1863 márciusában, amikor a Rósigumi Edóból Kiotóba utazott, 13 szamuráj (köztük Kondó Iszami) kivált, és valódi hűséget fogadott a sógunnak. Ők alakították meg az ún. Mibu Rósigumit, a majdani Sinszengumit. A Rósigumi hamarosan visszatért Edóba, itt további sógunhű tagok váltak ki, és megalapították a Sinszengumi „edói testvérszervezetét”, a Sincsógumit.
A Rósigumi, majd a kivált tagok Mibuban (Kiotó mellett) szálltak meg, ezért miburókként, vagyis Mibu róninjaiként emlegették őket. Több csapattag erőszakos fellépése miatt azonban ezt felváltotta a Mibu farkasai gúnynév, minthogy a miburó szót így is lehetett értelmezni.
A Mibu Rósigumi első parancsnokai Szerizava Kamo, Kondó Iszami és Ními Nisiki voltak. Az alakulat kezdetben három parancsnok: Szerizava-, Kondó- és Tonoucsi csoportjából állt. A megalakulás után nem sokkal Tonoucsi és Ieszató életének orgyilkosok vetettek véget.
| Szerizava csoportja: Szerizava Kamo Ními Nisiki Hirajama Goró Hirama Dzsúszuke Nogucsi Kendzsi Araja Singoró Szaeki Mataszaburó | Kondó csoportja: Kondó Iszami Hidzsikata Tosizó Inoue Genzaburó Okita Szódzsi Nagakura Sinpacsi Szaitó Hadzsime Harada Szanoszuke Tódó Heiszuke Jamanami Keiszuke | Tonoucsi csoportja: Tonoucsi Josio Ieszató Dzsiró Abiru Aiszaburó Negisi Júzan |

Tonoucsi halálát követően a Mibu Rósigumi már csak Szerizava és Kondó két csoportjából állt. Mindkét csoport szállása Mibuban volt. Az alakulat levélben kérte Aizu daimjóját, hogy a sógun védelmében hadd lássanak el a rendfenntartói szerepet Kiotóban, hogy legálisan léphessenek fel a sógunellenes, császárhű forradalmi erőkkel szemben. Az engedélyt megkapták.
1863. szeptember 30-án a Tokugava-rezsim elrendelte a radikális és császárhű Csósú klán Kiotóból való kiűzését. A feladat az Aizu- és a Szacuma klán feladata volt, akiknek a Mibu Rósigumi is segített. A Csósú klán megpróbált betörni a császári palotába, ám ezt megakadályozták. A Mibu Rósigumi hűséges szolgálata jutalmaként kapta meg a Sinszengumi nevet. Az elnevezés vagy a császári udvartól, vagy Macudaira Katamoritól, az Aizu klán daimjójától származott, jelentése „újonnan kiválasztott alakulat”.
Szerizava és Ními önteltségében rendszeresen durván lépett fel másokkal szemben, sorozatos afférjaiknak köszönhetően a lakosság rettegett a Sinszengumitól. Erőszakosságuk ütközött a csapat feladataival, hiszen rendet kellett volna teremteniük Kiotóban. Végül 1863. október 19-én Ními Nisikinek (akit időközben parancsnokhelyettessé minősítettek le) szeppukut kellett elkövetnie. Kevesebb mint két héttel később Szerizavát Kondó emberei meggyilkolták. Macudaira Katamorinak tett jelentésük szerint ismeretlen elkövetők voltak a tettesek.
1864. július 8-án a csapat kitüntette magát az ún. Ikedaja incidensnél, amelyben Kiotó felgyújtására készülő forradalmárokat tartóztattak le.
Még ebben az évben lépett be az alakulathoz Itó Kasitaró, egy dódzsóvezető, és a császár elkötelezett híve. Ám hamar eltávolodott Kondótól, míg végül több társával együtt engedéllyel hagyta el a csapatot 1867-ben. Később tíz másik ember is csatlakozott volna hozzájuk, ám őket a Sinszengumi tagjai meggyilkolták. Itót ez felháborította, és merényletet tervezett Kondó ellen, azonban leleplezték a szándékait, és végeztek vele.
1867. július 10-én a Sinszengumi tagjai elnyerték a hatamoto rangot, vagyis a sógun közvetlen csatlósai lettek.
1867 őszén Tokugava Josinobu sógun bejelentette, hogy vissza kívánja adni a hatalmat a császárnak. Ám a hatalomváltás nem ment zökkenőmentesen, és végül a Bosin-háborúhoz vezetett, amelyben a bakufu hadereje csapott össze a császár támogatóival.
A Sinszengumi mindvégig hűséges maradt a Tokugava bakufuhoz. 1868 januárjában a toba-fusimi-i csata elvesztése miatt el kellett hagyniuk Kiotót, és bár addig főleg karddal harcoltak, Hidzsikata Tosizó a vereség után puskákkal szereltette fel a csapatot. Kondó Iszamit a Meidzsi-kormány elfogatta és lefejeztette. Hidzsikata Tosizó vette át a parancsnokságot a Kójócsinbutaira átnevezett alakulat felett, egyre északabbra szorult, míg végül csatlakozott a bakufu korábbi tisztjei által alapított Ezói Köztársaság seregéhez. Ellenállásukat azonban a császári erők hamar letörték, Hidzsikata Tosizó pedig 1869. június 20-án elesett, ezzel végleg megszűnt a Sinszengumi.
A keménymag néhány tagja, így Nagakura Sinpacsi, Szaitó Hadzsime és Simada Kai, túlélték a szervezet feloszlását.

## A szervezet tagjai
Fénykorában háromszáz tagja lehetett a Sinszenguminak. Ez volt az első szamurájszervezet a Tokugava-korszakban, amely nem szamuráj származású harcosokat is sorai közé fogadott. Ezt megelőzően Japánnak a szigorú társadalmi hierarchiája ezt nem tette volna lehetővé. Sokan a szamurájlét és a politikai jogok utáni vágyból csatlakoztak. Tévhit azonban, hogy a Sinszengumi tagjainak nagy része nem szamuráj osztályokból származott volna. 106 tag közül (ekkor 302 volt az összlétszám) 87-en szamuráj-, nyolcan földműves-, hárman kereskedő-, hárman orvosi-, hárman papi- és ketten kézművesi származásúak voltak. Jó néhány vezető, úgymint Jamanami, Okita, Nagakura és Harada, született szamuráj volt.

### A Sinszengumi szervezeti felépítése 1865-től
Parancsnok (kjokucsó, 局長): Kondó Iszami, a Tennen Risin Rjú negyedik mestere

Alparancsnok (szócsó, 総長): Jamanami Keiszuke

Parancsnokhelyettes (fukucsó, 副長): Hidzsikata Tosizó

Hadi tanácsadó (szanbó, 参謀): Itó Kasitaró
A tíz osztag kapitánya (kumicsó, 組長), egyéb feladatával:
1. Okita Szódzsi, kardforgatás oktatása
2. Nagakura Sinpacsi, kardforgatás oktatása
3. Szaitó Hadzsime, kardforgatás oktatása
4. Macubara Csúdzsi
5. Takeda Kanrjúszai
6. Inoue Genzaburó
7. Tani Szandzsúró, lándzsavívás oktatása
8. Tódó Heiszuke
9. Szuzuki Mikiszaburó
10. Harada Szanoszuke

Kémek: Simada Kai, Jamazaki Szuszumu

## A Sinszengumi szabályzata
A Sinszengumi szabályzatának szövegét valószínűleg Hidzsikata Tosizó írta.
A szabályzat öt cikkelye a következőket tiltotta:
1. A szamuráj becsületkódexétől való eltérés (Busidó)
2. A Sinszengumi elhagyása
3. Pénz behajtása saját célokra
4. Mások jogvitájában való részvétel
5. Személyes okokból vívott párbaj

Aki megszegte valamelyik szabályt, annak szeppukut kellett elkövetnie. Ezen túl a következőket is be kellett tartani:
1. Ha valamelyik egység parancsnoka halálos sebet kap, egysége köteles az utolsó emberéig mellette harcolni, és ott elesni.
2. Bármilyen nagy is legyen az áldozatok száma, csak az egység vezetőjének a holttestét szabad elvinni.

Talán a legfontosabb szabály valamennyi közül ez: „Szeppukut kell elkövetni, ha egy Sinszengumi-tag egy idegennel való harc során – legyen ez munkája, vagy sem – képtelen megölni ellenfelét, és hagyja elfutni azt.”
Szigorúan betartatták a szabályokat a tagokkal, és sokakat köteleztek szeppuku elkövetésére vagy végeztettek ki kémkedés vádjával. Figyelemreméltó, hogy nem ismertek kivételezést, így amikor Jamanami Keiszuke szökött meg, elfogása után rá is szeppuku várt. A halálbüntetéstől való félelem komoly fegyelmet eredményezett, és ennek köszönhetően válhatott a Sinszengumi erős, rettegett szervezetté.

### Egyenruha és zászló
A Sinszengumi tagjai könnyen azonosíthatóak voltak jellegzetes haorijuk, a kimonó felett hordott kabátjuk miatt. Ez világoskék színű volt, az ujjak végén fehér, háromszöges sávozással; őrjáratok és csaták során viselték. 
A csapat másik jellegzetessége vörös zászlaja, amelyen vörös mezőben fehérrel állt a makoto írásjegy. A makoto jelentése igazság, hűség - ezzel kívánták kifejezni elkötelezettségüket a bakufu iránt.

## Ábrázolások a médiában
A csapat történetével számtalan különböző feldolgozásban lehet találkozni.
Regények terén főképp Siba Rjótaró és Simozava Kan művei foglalkoznak vele.
A filmtörténelemben is több alkalommal felbukkant: Az utolsó kardvágásban (Mibu gisi den, 2002) Szaitó Hadzsime kapott kiemelt szerepet, az 1999-es Tabu (Gohatto) egy fiatal újoncon keresztül a homoszexualitás kérdését helyezi a középpontba, a Sinszengumi simacuki (melynek több feldolgozása is létezik) Jamazaki Szuszumu életét követi nyomon, míg a Sinszengumi Keppúroku a csapat felemelkedését és bukását mutatja be. 2004-ben az NHK televíziós csatorna egy egy éven keresztül futó, 49 részes televíziós drámasorozatot vetített Sinszengumi! címmel, amely Matthew Perry megérkezésétől egészen Kondó Iszami kivégzéséig részletes képet ad az alakulatról.
Mangák és animék esetében kiemelhető a Ruróni Kensin, amely már a Meidzsi-korban mutatja be Szaitó Hadzsimét; a Peace Maker Kurogane, amely Hidzsikata Tosizó segédjének szemszögéből láttatja az eseményeket; a Hakuóki, amely démonok szerepeltetésével fantasy-elemekkel színezi a történelmet, illetve a Kaze hikaru, amelyben egy lány fiúnak álcázva magát csatlakozik a Sinszengumihoz.

### Fordítás
- Ez a szócikk részben vagy egészben  a   Shinsengumi című angol Wikipédia-szócikk fordításán alapul.  Az eredeti cikk szerkesztőit annak laptörténete sorolja fel. Ez a jelzés csupán a megfogalmazás eredetét és a szerzői jogokat jelzi, nem szolgál a cikkben szereplő információk forrásmegjelöléseként.